# 三十四銀行

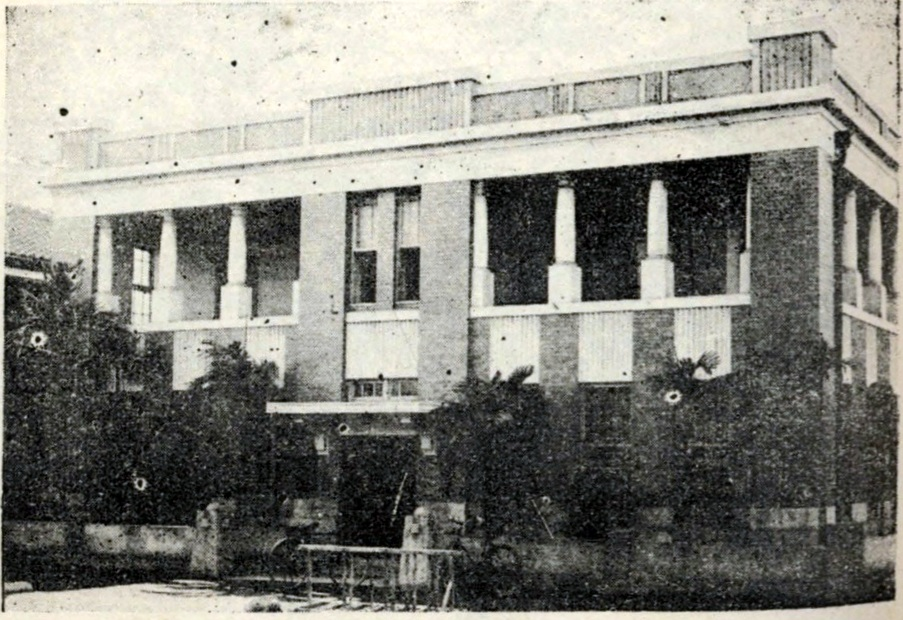
台湾高雄支店。

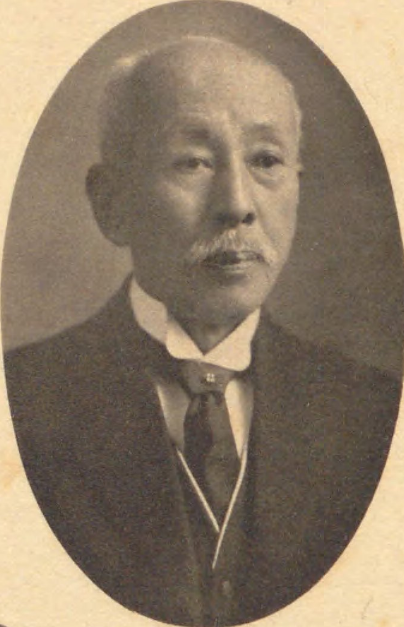
第3代頭取の菊池恭三

三十四銀行（さんじゅうしぎんこう）は、戦前に大阪市の高麗橋に本店を置いていた銀行。三和銀行の母体の一つになった。現在の三菱UFJ銀行の前身の一つ。
当行の本店は、三和銀行高麗橋支店となったが、三和銀行時代に本店(旧鴻池銀行本店)と統合している。建物は、東洋信託銀行（現、三菱UFJ信託銀行）大阪支店として自社ビルを建設するまで使われていた。

## 沿革

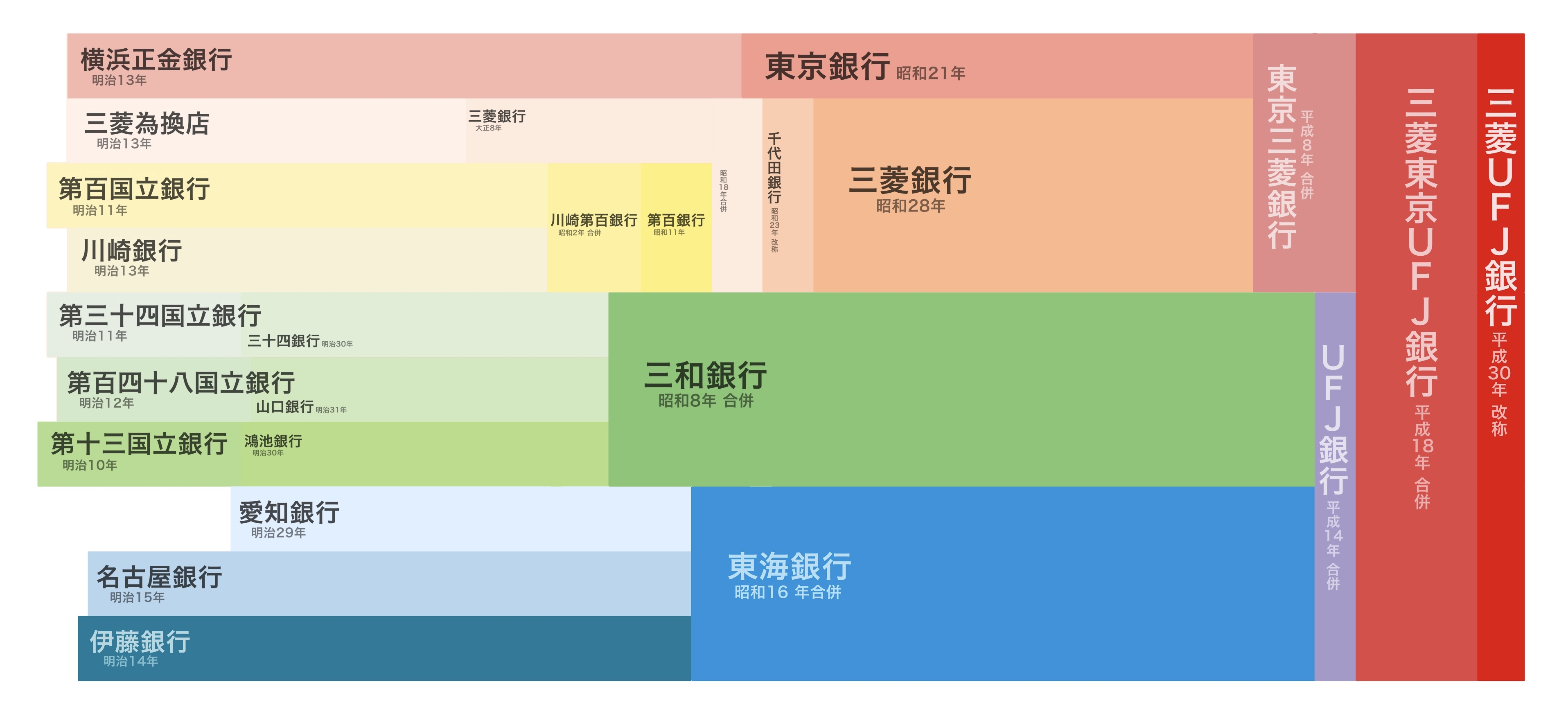
三十四銀行（元・第三十四国立銀行）は、三和銀行・UFJ銀行を経て現・三菱UFJ銀行の前身のひとつになっている。

- 1878年4月13日：大阪船場の繊維関係の有力商人(森井太兵衛、伊藤家現伊藤忠商事、宮崎家、天野家)たちにより第三十四国立銀行開業（初代頭取岡橋治助）
- 1897年9月：普通銀行に転換し、株式会社三十四銀行となる
- 1898年：百二十一銀行と合併
- 1899年1月：大阪中立銀行と合併。
- 1899年：第2代頭取小山健三
- 1924年：第3代頭取菊池恭三
- 1926年：摂陽銀行(旧北浜銀行)を合併
- 1933年12月9日：三和銀行創立（鴻池・三十四・山口の3行合併）